# Serge Poliakoff
Serge Poliakoff (Russisch: Серж Поляков) (Moskou, 8 januari 1900 - Parijs, 12 oktober 1969) is een van de bekendste kunstschilders uit de naoorlogse abstracte kunststroming in Frankrijk, de École de Paris. Hij is langzaam naar het abstracte schilderen toegegroeid.

## Biografie
Aanvankelijk volgde Poliakoff lessen aan de Kunstacademie van Moskou. Na het uitbreken van de Russische Revolutie vluchtte hij in 1917 voor het bolsjewisme. Na omzwervingen kwam hij in 1920 in Constantinopel aan waar hij zijn dagelijkse kost verdiende met gitaarspelen. In 1923 kwam hij in Parijs aan en legde zich - weer - toe op schilderen. Zijn schilderkunst was in die tijd volstrekt academisch en traditioneel. Hij maakte onder andere vele stillevens.
Vanaf 1937, kort nadat hij Wassily Kandinsky had ontmoet en bij Robert Delaunay schilderlessen ging volgen begon hij na lang aarzelen het figuratieve schilderen los te laten en zijn eerste werkelijk abstracte kunst te maken. Hij kreeg binnen de nieuwe abstracte kunststroming École de Paris al gauw aanzien en invloed. Tot in de jaren 50 verdiende hij nog geld bij met het spelen van de balalaika. Hij werd in 1962 Frans staatsburger en kreeg in hetzelfde jaar ook namens Frankrijk een zaal toegekend op de Biënnale van Venetië voor het exposeren van een serie abstracte schilderijen.

## Werk
Kenmerkend voor het abstracte werk van Poliakoff is dat zijn abstracte schilderijen geheel zijn opgevuld met kleurige, niet-geometrische vlakken. De sfeer is vrij poëtisch en enigszins organisch. Er is geen optische ruimte of diepte in het werk, het is juist vlak. Het schildergebaar is nauwelijks zichtbaar aanwezig en speelt in ieder geval geen belangrijke rol, zoals het dat wel doet bij vele abstract-expressionisten in Amerika uit diezelfde tijd.
- Biblioteca Nacional de España: XX1539430
- Bibliothèque nationale de France: cb119456685 (data)
- Gemeinsame Normdatei: 118595482
- International Standard Name Identifier: 0000 0001 2129 6654
- KulturNav: f5eadfcb-17ab-407a-902b-4100e6377e5d
- Library of Congress Control Number: n50020454
- MusicBrainz: b30a5e6c-1a14-43f8-99c1-fd2f26b2a317
- Nationale Bibliotheek van Israël: 987007500809805171
- Nederlandse Thesaurus van Auteursnamen: 070949352
- RKD-Nederlands Instituut voor Kunstgeschiedenis: 64091
- Système universitaire de documentation: 027408337
- Trove: 948638
- Union List of Artist Names: 500008912
- Virtual International Authority File: 41848550
- WorldCat: E39PBJrGvC9dbBtPtggdv4jt8C